# Petruschkas Lackschuhe
Petruschkas Lackschuhe ist ein Kinderbuch, das die  Dänin Vita Andersen 1984 veröffentlichte.

## Handlung
Petruschka hat Geburtstag, sie wird fünf Jahre alt. Morgens um drei Uhr sucht sie ihre Geschenke und bekommt sie schließlich von ihrer Mutter schon so früh, obwohl ihr Vater und die jüngere Schwester Marie noch schlafen. Unter den Geschenken befinden sich auch schwarze Lackschuhe. Gewünscht hatte sie sich rosarote Schuhe, zudem sind sie zu groß. Ein halbes Jahr soll sie warten, bis ihr die Schuhe passen. Nachdem Petruschka zuerst jeden Tag nachschaut, ob sie passen, trägt ihre Mutter den Tag in sechs Monaten ein, an dem Petruschkas Füße groß genug sein sollen.
In der Zwischenzeit erleben die Eltern mit ihren Kindern die Szenen ganz normalen Wahnsinns. Petruschka legt das Staubsaugerrohr auf Bücherregale und versucht sich als Artistin. Mit dem daraus folgenden Chaos zeigt sich der Vater überfordert, während die Mutter sich eher in ihre Töchter hineinversetzen kann.
Sie kann auch den Streit schlichten, als nach einem halben Jahr Petruschka endlich die Schuhe passen und Marie ebenfalls auf welche besteht. Die diversen Streitereien und Eifersüchteleien enden mit zerbrochenen Fenstern, verletzten Passanten und der Zerstörung der Schuhe. Nicht einmal ein Zirkus-Besuch ist ohne Zankereien der Töchter möglich. 
Schließlich bleibt der Mutter nur noch übrig, unterschiedlichste Lackschuhe zu kaufen. Hierfür geht jedoch das gesamte Haushaltsgeld drauf und die Familie muss sich mit Schokoladenfröschen begnügen. Der Vater kann angesichts dessen nur noch lachen und sagen, er sei ja der einzige Normale in der Familie.

## Auszeichnung
Das Buch stand 1993 auf der Auswahlliste des Deutschen Literaturpreises.

## Altersempfehlung
Der Verlag empfiehlt das Buch für Kinder ab sechs Jahre. Amelie Fried hielt es in ihrer Rezension für die Junge Bibliothek der Süddeutschen Zeitung zum Vorlesen geeignet ab fünf.